# قرار مجلس الأمن التابع للأمم المتحدة رقم 487
قرار مجلس الأمن التابع للأمم المتحدة رقم 487، الذي اعتمد بالإجماع في 19 يونيو 1981، وبعد أن أحاط المجلس علمًا البيانات المقدمة من العراق و‌الوكالة الدولية للطاقة الذرية، أدان الهجوم الذي شنته إسرائيل على موقع نووي وافقت عليه الوكالة في العراق.
ومضى القرار داعيًا إلى وقف الأنشطة العدائية، أجاز للعراق المطالبة بالتعويض، وحث إسرائيل على إخضاع منشآتها النووية تحت ضمانات الوكالة.

## خلفية
في أواخر السبعينات، اشترى العراق مفاعلًا نوويًا «من فئة أوزيريس» من فرنسا. افترضت الاستخبارات العسكرية الإسرائيلية أن هذا كان لغرض إنتاج البلوتونيوم لمواصلة برنامج الأسلحة النووية العراقي، على الرغم من أنه يجري بناؤه بموجب أحكام معاهدة الحد من انتشار الأسلحة النووية وفي إطار نظام التفتيش التابع للوكالة.
واعتقدت المخابرات الإسرائيلية أيضًا أن صيف عام 1981 سيكون الفرصة الأخيرة لتدمير المفاعل دون تعريض السكان المدنيين العراقيين للغبار النووي. بعد هذه النقطة، سوف يمكن تحميل المفاعل بالوقود النووي.
وفي 7 يونيو 1981، قام سرب من الطائرات المقتالة الإسرائيلية من طراز إف-16، بمرافقة طائرات مقاتلة من طراز إف-15، بقصف مفاعل تموز وإلحاق أضرار فادحة به كجزء من عملية أوبرا.
وقد صدر هذا القرار بعد 10 اجتماعات لمجلس الأمن بشأن الحادثة وسياسة الأسلحة النووية الإسرائيلية، ودعا إسرائيل على وجه التحديد إلى وضع مرافقها الخاصة تحت ضمانات الوكالة الدولية للطاقة الذرية.

## تقييم
في مايو 2009، بدأت لجنة العلاقات الخارجية في البرلمان العراقي اتخاذ خطوات لإجبار إسرائيل على دفع تعويضات عن الأضرار الناجمة عن هجوم عام 1981. واستند هذا الإجراء إلى القرار 487.

## وصلات خارجية
- نص القرار على UN.org (PDF)
- The Israeli aggression against the peaceful nuclear installations in Iraq : statement made by Dr. Sa'adoun Hammadi, Minister for Foreign Affairs of Iraq, before the Security Council, 12 June 1981